# Колдин, Валентин Яковлевич
Валенти́н Я́ковлевич Колдин (13 марта 1925, Самарканд — 12 марта 2020, Москва, Россия) — советский и российский юрист, специалист по криминалистической идентификации и судебной экспертизе; доктор юридических наук (1970), профессор кафедры криминалистики юридического факультета МГУ (1977); заслуженный профессор Московского университета (2005), заслуженный юрист (1995) и заслуженный деятель науки РФ (2003).

## Биография
Валентин Колдин родился 13 марта 1925 года в городе Самарканде (Узбекская ССР); в годы Второй мировой войны, в 1944, он стал выпускником Высшей школы МВД СССР. После войны, в 1947 году, он окончил Всесоюзный заочный юридический институт. Через четыре года завершил обучение в аспирантуре при Московском юридическом институте и успешно прошёл защиту кандидатской диссертации, выполненной под научным руководством доцентов Емельяна Зицера и Давида Мирского, по теме «Основы теории и практики криминалистической идентификации». Работал на кафедре криминалистики, существовавшей при Московском юридическом институт: занимал должности преподавателя и заведующего кафедрой.
В 1947 году Колдин начал преподавать на юридическом факультете МГУ имени Ломоносова: он последовательно занимал позиции доцента, старшего научного сотрудника и профессора — звание профессора было присвоено ему в 1975 году; несколько лет являлся заместителем декана факультета повышения квалификации. В период с 1948 по 1954 год работал в УМ МВД Казахской ССР: занимал пост начальника научно-технического отдела (НТО). Состоял лектором и советником, работая в составе группы советских специалистов в КНР в период с 1948 по 1954 год (по решению Министерства высшего и среднего специального образования СССР) — преподавал в Китайском народном университете в Пекине. Затем занимал аналогичные посты в Албании в период с 1954 по 1957 год: читал лекции студентам юридического факультета Албанского государственного университета в Тиране и участвовал в организации курсов для албанских судебно-прокурорских работников.
В 1971 году Колдин успешно защитил докторскую диссертацию по теме «Теоретические основы и практика применения идентификации при расследовании и судебном рассмотрении уголовных дел». В период с 1960 по 1990 год, в рамах программы по сотрудничеству МГУ имени Ломоносова с зарубежными ВУЗами, несколько раз выезжал с лекционными курсами в Карлов университет в Праге, в Университет имени Гумбольдта в Берлине, в Софийский университет и в Университет имени Этвёша в Будапеште.
С 2019 года Колдин, совместно с доцентом Еленой Ян, руководил магистерской программой «Криминалистика в правоприменении». Внес вклад в разработку российского федерального закона «О государственной судебно-экспертной деятельности», являясь участником рабочей группы Государственной Думы России и входя в научно-методический совета при Правительстве; в период с 2000 по 2002 год участвовал в разработке концепции и программы по информатизации судебного департамента при Верховном Суде РФ. В 2018 году стал победителем конкурса работ МГУ: в номинации «Выдающиеся публикации»: «Работа, имеющая выдающееся значение для развития науки и образования: Авторы лучших монографий».

## Работы
Валентин Колдин является автором и соавтором более ста пятидесяти научных работ, включая семь монографий, шесть учебников и несколько научно-практических пособий; подготовил двенадцать кандидатов и четырёх докторов наук; специализируется на теории и методологии судебной идентификации. В период с 1998 по 2010 год занимался разработкой нового направления в области информационных технологий процессуального доказывания, пытаясь расширить как круг источников и задач, так и сами возможности криминалистического исследования:
- Идентификация при производстве криминалистических экспертиз. М., 1957;
- Идентификация и её роль в установлении истины по уголовным делам. M., 1969;
- «Роль науки в раскрытии преступлений» (1975)
- «Идентификация при расследовании преступлений» (1978)
- «Популярная криминалистика» (1979)
- «Информационные процессы и структуры в криминалистике» (соавт., 1985)
- «Криминалистика социалистических стран» (соавт., 1986)
- «Версионный анализ» (2014)
- «Криминалистический анализ» (2016)
- «Криминалистика» (соавт., 1963)
- «Методика расследования отдельных видов преступлений» (соавт., 1962)
- «Практикум по криминалистике» (соавт., 1995)
- «Судебная идентификация» (2002)
- «Обоснование правового решения. Фактологический анализ» (2014).